# Physoconops microvalvus
Physoconops microvalvus är en tvåvingeart som först beskrevs av Krober 1930.  Physoconops microvalvus ingår i släktet Physoconops och familjen stekelflugor. Inga underarter finns listade i Catalogue of Life.